# 弗洛雷讷空军基地
弗洛雷讷空军基地是一座位于比利时瓦隆大区弗洛雷讷东南2海里（3.7；2.3英里）的军用机场。这个机场运作着比利时空军第2战术联队的F-16戰隼戰鬥機。